# Квинцано д'Ољо
Квинцано д'Ољо (итал. Quinzano d'Oglio) је насеље у Италији у округу Бреша, региону Ломбардија.
Према процени из 2011. у насељу је живело 6062 становника. Насеље се налази на надморској висини од 62 м.

## Становништво
| 1951. | 1961. | 1971. | 1981. | 1991. | 2001. | 2011. |
| ----- | ----- | ----- | ----- | ----- | ----- | ----- |
| 6.286 | 5.454 | 5.481 | 5.663 | 5.728 | 5.851 | 6.390 |